# Цариградски сабор (1483—1484)
Цариградски сабор 1484. је велики помесни сабор православне цркве, сазван ради решавања питања примања унијата, некадашњих присталица Фирентинске уније, у православље. На сабору су била присутна сва четири грчка патријарха (Цариградски, Антиохијски, Јерусалимски и Александријски).

## Позадина
Византијски јерарси, предвођени царем Јованом VIII Палеологом., склопили су унију са католицима 1439. године на сабору у Фиренци. Савез је у великој мери био политички – цар је тражио помоћ хришћанског Запада у одбрани Цариграда од Турака. Грчко ниже свештенство, на челу са митрополитом Марком Ефеским, није прихватило унију и почело је да се противи њеним присталицама у Цариграду и међу целокупним византијским становништвом.
После потписивања Фирентинске уније, 1443. године, 6. априла, на иницијативу митрополита кесаријског Арсенија, патријарси Филотеј Александријски (1435-1459), Доротеј Антиохијски (1435-1451) и Јоаким Јерусалимски одржали су Сабор у Јерусалиму, којим је председавао јерусалимски патријарх Јоаким, на коме су одбацили унију и изопштили све присталице уније из православне цркве, потписали су и саборно писмо цару, у коме су Фирентски сабор назвали пљачком, а год. исто писмо назвали су цариградског патријарха Митрофана II оцеубицом и јеретиком.
Након пада Цариграда 1453. године, потреба за унијом више није била неопходна, штавише, црквени врх је веровао да ће унија са Римом погоршати положај православних у Османској империји. Султан је из политичких разлога забранио унију. Године 1472. на Цариградском сабору унија је званично поништена. До 1484. године поставља се питање како унијате примити у православну цркву и у ту сврху је сазван помесни сабор у Цариграду.

## Историја
Сабор је одржан у цркви Богородице Памакаристе. Председавајући сабора био је цариградски патријарх Симеон Трапезундски (Трепезундски), поред њега учествовала остала су три патријарха Григорије Александријски, Доротеј Антиохијски и Јоаким Јерусалимски (Јаков).
Сабор је прогласио Фирентински сабор незаконито сазваним и одржаним, те је стога унија која је на њему закључена неважећом. Тада се поставило питање којим редоследом примити бивше гркокатолике у православље: крштењем или миропомазањем. После спора око тога да ли треба правити разлику између оних који су задржали источни обред и оних који су прихватили латински обред, одлучено је да је у свим случајевима довољна потврда и формално одрицање од „латинске јереси“ (по другом обреду). Основа за ову одлуку била су дела која је написао митрополит Марко Ефески против Фирентичке уније. О католицима (Латинима) је писао у свом „Окружном писму православним хришћанима“: „Напротив, ми смо их изопштили од себе зато што су замислили неприхватљиво и безаконо и увели додатак који није ни на чему заснован (Филиокве). Ми смо их напустили као јеретике и одвојили се од њих. И зашто је то? Побожни декрети гласе: „Они који и мало одступе од вере називају се јеретицима и подлежу законима против јеретика. Да Латини ни на који начин нису одступили од Православља, онда не бисмо имали разлога да се одвајамо од њих; ако су они потпуно одступили од тога, наиме у исповедању Духа Светога, кроз најопаснију и најхулу новотарију, онда су постали јеретици и ми смо их одвојили од себе као јеретике. И зашто миром помазујемо оне који нам се придруже од њих? Наравно, јер су јеретици.

## Пријем у Руској Цркви
Одлуке Цариградског сабора 1484. године утицале су на праксу Руске цркве. Иако је 1620. године сабор у Москви одлучио да се католици морају примати у православље само крштењем, на Великом московском сабору 1667. одлучено је да се успостави пракса примања јеретичких пагана ( католици) слично грчком, кроз миропомазање; у прилог томе Велики московски сабор се у својим документима позивао на одлуку Цариградског сабора 1484. године.